# Strage della discoteca Dolphinarium
La strage della discoteca Dolphinarium fu un attentato terroristico avvenuto a Tel Aviv, in Israele, il 1º giugno 2001, messo a segno da un terrorista affiliato all'organizzazione palestinese Hamas. L'uomo si fece esplodere davanti al locale sul lungomare della città, colmo di persone per il prossimo arrivo dell'estate, uccidendo 21 persone, per la maggior parte giovani.

## L'attacco

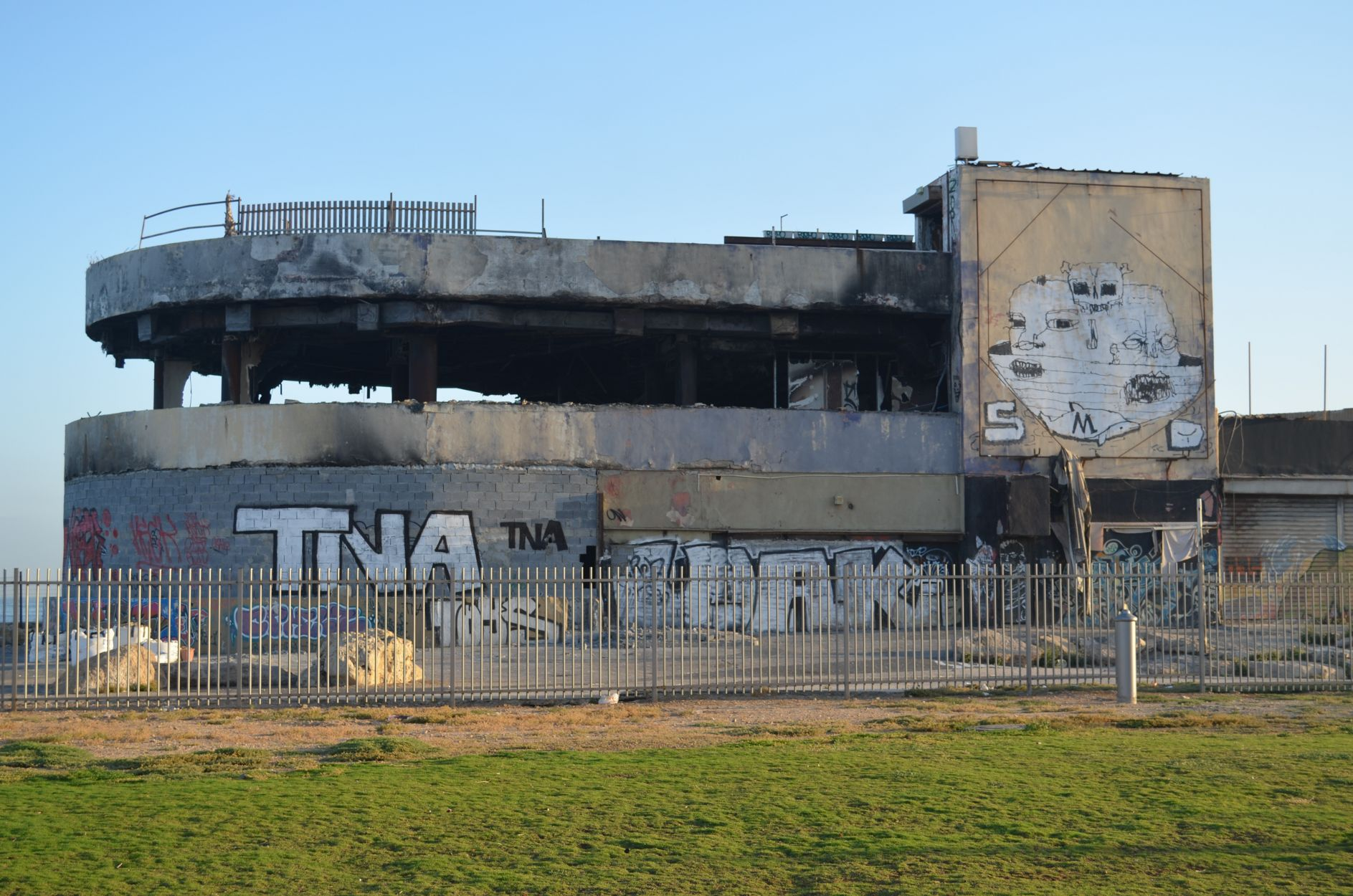
I resti della discoteca a Tel Aviv nel 2012

L'attentatore, Saeed Hotari, si recò nella serata di venerdì 1º giugno 2001 davanti al locale, frequentato da numerosi giovani ed in particolar modo, durante quella serata, da famiglie provenienti dall'ex Unione Sovietica. Vestito da ebreo ortodosso non destò sospetti. Portava con sé un tamburo che conteneva chiodi e pezzi di ferro per amplificare l'effetto della bomba che indossava. Secondo alcune testimonianze di sopravvissuti Hotari avrebbe detto più volte: "Qualcosa sta per accadere". L'ordigno venne fatto detonare alle 23:27 ed uccise 21 persone (20 civili ed un militare israeliano).
L'attacco fu successivo ad un tentativo di strage avvenuto pochi mesi prima nello stesso luogo.

## Rivendicazioni
L'attacco fu rivendicato immediatamente sia dalla Jihad Islamica che da un gruppo denominato "Hezbollah-Palestina". Le successive inchieste rivelarono che l'attentatore era vicino ad Hamas.

## Reazioni
Sebbene l'evento si collocasse nel contesto della seconda intifada fu condannato da Yasser Arafat. Israele definì l'evento un massacro. Unanimi condanne giunsero dalle Nazioni Unite, dagli Stati Uniti d'America e dal Kuwait.